# Ricardo P. Anzorena
Ricardo Pedro Anzorena (Mendoza, 7 de febrero de 1914-fallecido en los años 2000) fue un político y militar argentino. Perteneció a la Armada Argentina y alcanzó la jerarquía de Capitán de Navío. 

## Carrera
Egresó como Guardiamarina de la Escuela Naval en 1930. Participó del golpe de Estado de 1943, siendo secretario personal de Edelmiro J. Farrell. Posteriormente, fue designado secretario del Ministro del Interior, Alberto Teisaire, entre 1944 y 1945, función en la que conoció a Juan Domingo Perón y su movimiento, con el que comenzó a simpatizar. Pidió su baja en 1953 como militar activo.
Fue designado Interventor Federal de Santa Fe en 1954, cuando ostentaba el grado de Capitán de Fragata, por Juan Domingo Perón. Su designación desplazó al gobernador Luis Cárcamo, que si bien era peronista, había perdido el apoyo del bloque local del partido cuando, ante una importante crisis económica en la provincia, decidió una suba de impuestos. Apenas asumido como gobernador se dieron distintas manifestaciones de apoyo a su gobierno y a Perón, como quema de iglesias el 16 de junio de 1955. Al respecto de aquel incidente, en Rosario se detuvo a los pocos días a distintos militantes comunistas locales, ya que Perón acusó al Partido Comunista de ser quienes orquestaron la quema de los templos, entre ellos a Juan Ingallinella. Anzorena afirmó que los responsables del caso Ingallinella fueron identificados ante el escándalo por su desaparición.
Anzorena fue depuesto en 1955 con la Revolución Libertadora. Fue encarcelado acusado de conspirar contra el gobierno militar para restituir a Perón en el gobierno junto con Juan José Valle en julio de 1956. A diferencia de Valle y otros militares, no fue fusilado, ya que fue atrapado antes del levantamiento que Valle llevó a cabo en junio de aquel año.
Organizó, junto al comodoro Arturo Pons Bedoya —quien había sido edecán de Perón—, el vuelo de retorno de Perón a la Argentina, un chárter de Alitalia en 1972 de Roma a Buenos Aires, que trajo al líder justicialista, después de dieciocho años de exilio. Su función, además de organizar el vuelo, fue de encargarse de cualquier inconveniente que pudiera surgir en tierra.
Tras su regreso a la Argentina con Perón, fue amnistiado y reincorporado y ascendido al grado de Capitán de Navío de manera honoraria, mediante la ley 20.508.